# Alstroemeria citrina
Alstroemeria citrina es una especie fanerógama, herbácea, perenne y rizomatosa perteneciente a la familia de las alstroemeriáceas. Es endémica de Chile, en particular descrito en los alrededores de Coquimbo. Es un geófito tuberoso y crece principalmente en el bioma subtropical.

## Distribución
Su distribución de A. citrina es restringida a la localidad del tipo usado por Philippi en la descripción en la revista Linnaea, que es en 1.500 m s.n.m., en laderas asoleadas y suelo pedregoso, entre gramíneas y vegetación baja formada principalmente por renovales de Acacia caven en los alrededores de Alicahue, en la precordillera de la V Región de Valparaíso. Es una de las especies del género bajo mayor amenaza, por contar con rangos tremendamente restringidos, contabilizando una localidades conocidas.

## Descripción
Planta de hasta 40 centímetros (15,7 plg) de alto con hojas linear-resupinadas. La inflorescencia es de color amarillo intenso, a veces blanca con los tépalos internos superiores con una banda amarilla ancha. Estambres de anteras largas y cortas, de color amarillo. Florece a fines de noviembre.

## Taxonomía
Alstroemeria citrina fue descrita por Rodulfo Amando Philippi, y publicado en Linnaea 33: 264 (1865).
Etimología
Alstroemeria: nombre genérico que fue nombrado en honor del botánico sueco barón Clas Alströmer (Claus von Alstroemer) por su amigo Carlos Linneo. 
citrina: epíteto latin citrinus que refiere al color amarillo de las flores de esta especie.